# Boeddhisme in Sri Lanka

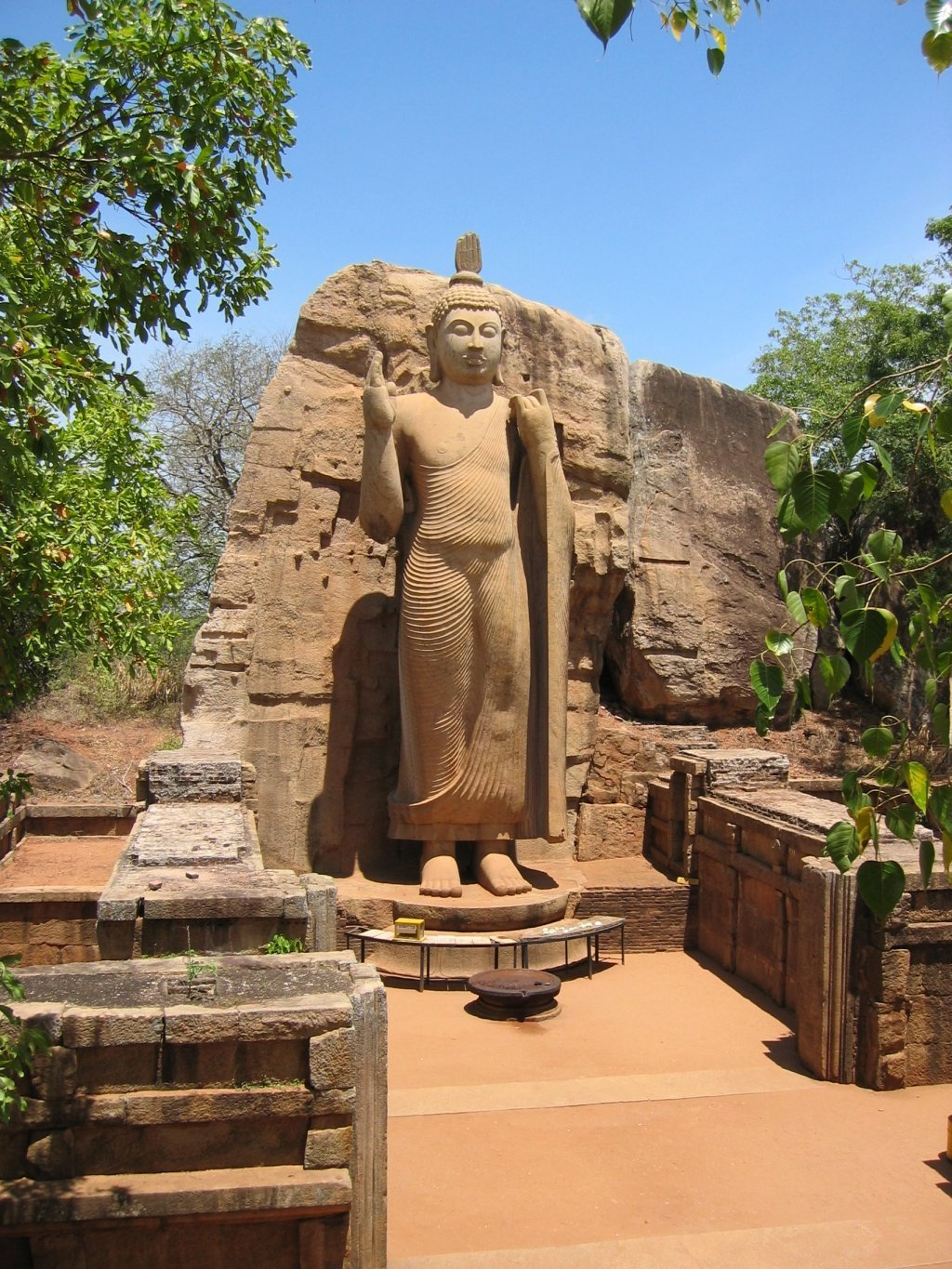
Beeld van de boeddha Avukana uit de 5e eeuw

Het boeddhisme in Sri Lanka, voorheen Ceylon, is de grootste religie op het eiland. Het gaat hier vooral om de beoefening van het theravadaboeddhisme dat voornamelijk wordt beoefend door de Singalezen. De belangrijkste andere bevolkingsgroep op het eiland bestaat uit Tamils die in meerderheid het hindoeïsme aanhangen.
De Pali Canon, die in de eerste tijd mondeling werd overgedragen, werd voor het eerst in de jaren dertig v.Chr. aan het schrift toevertrouwd. Vanwege het vroege begin van het boeddhisme in Sri Lanka en het verval van het boeddhisme in de 13e eeuw in India, kent het eiland de langste ononderbroken boeddhistische geschiedenis van alle landen.

## Geschiedenis
Volgens traditionele Sri Lankaanse geschiedenissen zoals de Depavamsa, kwam het boeddhisme Sri Lanka binnen in de derde eeuw voor Christus na het Derde Boeddhistische Concilie, en werd geïntroduceerd door Arhantha Mahenda Thiru, zoon van keizer Asoka, tijdens het bewind van Devanambia Tessa Anurdapuri. De dharma werd dus van India naar Sri Lanka overgebracht door de zoon Asoka: Mahinda. Dit bracht koning Devanampiya Tissa van land ertoe zich tot het boeddhisme te bekeren en het klooster Mahavihara te stichten. Hier plantte hij een stek van de Bodhiboom, die Sanghamitta uit India had meegebracht.
Meermaals ontstonden er verschillende boeddhistische scholen op Sri Lanka, waarbij de meningsverschillen geregeld moesten worden beslecht door de koning. Soms belegde hij hier een synode voor, andere keren vervolgde hij zelfs een boeddhistische sekte om die zodoende uit de weg te ruimen.

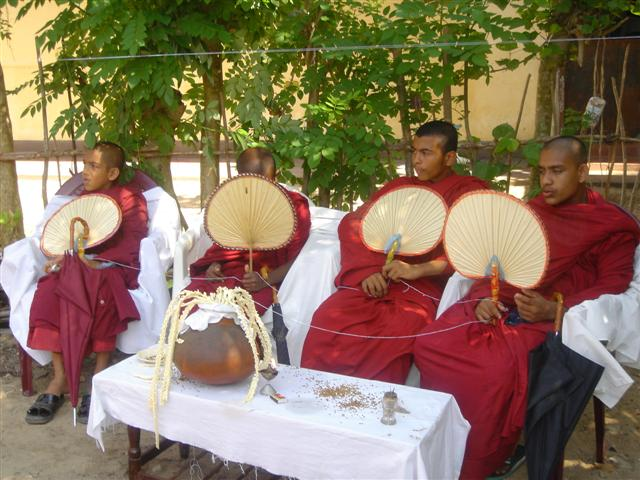
Monniken tijdens een ceremonie in Colombo, 2005

Monniken die elkaar het meest in de haren zaten, waren die van de kloosters Mahavihara, Abhayagiri vihara en Jetavanaramaya. De laatste twee stonden onder invloed uit India welke ook tot gevolg had dat er sporen in het Sri Lankaanse boeddhisme zijn aangetroffen van het mahayana en vajrayana (tantrisch boeddhisme). Dankzij Buddhaghosha, een van de belangrijkste boeddhistische meesters van Sri Lanka, zou het theravada niettemin van het grootste belang blijven op het eiland. Koning Parakramabahu I (1123-1186) maakte daarbij een eind aan alle verschillende scholen met een synode, en beval dat alleen het theravada nog mocht worden onderwezen zoals dat in het klooster Mahavihara gebeurde.
In de eeuwen die volgden, raakte het boeddhisme enigszins in verval. Hierin kwam verandering toen de Portugezen in de 16e eeuw hardhandig het katholicisme introduceerden, en een eeuw later de Nederlandse VOC op Ceylon landde. Door de buitenlandse aanwezigheid werd het nationalisme aangewakkerd en kwam er een hernieuwde interesse in de eeuwen oude traditie van het boeddhisme.
Ook kwamen er koningen die boeddhistische invloeden van buitenaf juist stimuleerden, door delegaties af te zenden naar andere landen. Eind 17e eeuw ging bijvoorbeeld een missie gefaciliteerd door gouverneur Thomas van Rhee op pad naar Birma en in de 18e eeuw vertrok er een naar Thailand, verzorgd door gouverneur Van Gollenesse. Dit leidde tot verschillende veranderingen, waaronder een hervorming van de sangha en een toen nog omstreden wijziging van het selectieprincipe. Hierdoor ontstond er in 1802 een nieuwe stroming bij de onderlaag van de bevolking, de amarapura, die begin 21e eeuw nog steeds naast de traditionele theravadastroming bestaat. Ook was er een tijd lang plaats voor nog een derde stroming die eveneens ontstond onder Birmese invloed.
Na een dip in de 19e eeuw was het opnieuw de invloed van buitenaf, nu uit India, die ervoor zorgde dat het boeddhisme een impuls kreeg. In deze tijd werd de invloedrijke Maha Bodhi Society opgericht. Toen het land als Dominion Ceylon onafhankelijk werd in het jaar 1948, was het boeddhisme inmiddels weer geheel gerevitaliseerd. Daarbij is het in de verdere loop van de 20e eeuw van grote invloed geweest op landen in Azië zelf, maar ook op de beoefening van het boeddhisme in het Westen.

## Aantallen

Verspreiding van het boeddhisme in Sri Lanka. Gebaseerd op de volkstelling van 2001, op de nummers in cursief na, die zich baseren op de volkstelling van 1981

Ontwikkeling van het boeddhisme van 1881 tot 2001:
| 1881             | 1.698.100  | 61,5% |
| 1891             | 1.877.000  | 62,4% |
| 1901             | 2.141.400  | 60,1% |
| 1911             | 2.474.200  | 60,3% |
| 1921             | 2.769.800  | 61,6% |
| 1931 (schatting) | 3.266.600  | 61,6% |
| 1946             | 4.294.900  | 64,5% |
| 1953             | 5.209.400  | 64,3% |
| 1963             | 7.003.300  | 66,2% |
| 1971             | 8.536.800  | 67,3% |
| 1981             | 10.288.300 | 69,3% |
| bron:            |            |       |

België · Cambodja · China (Hongkong · Tibet) · India · Indonesië · Japan · Korea · Myanmar · Mongolië · Nederland · Rusland · Sri Lanka · Taiwan · Thailand